# Canturri
Canturri es un despoblado español del municipio de Montferrer Castellbó, perteneciente a la provincia de Lérida, en la comunidad autónoma de Cataluña.

## Toponimia
El lugar puede aparecer referido como «Canturri» y «Canturri de Navinés».

## Historia
Hacia mediados del siglo XIX, el lugar, por entonces perteneciente al municipio de Navinés, tenía contabilizada una población de seis habitantes. Aparece descrito en el quinto volumen del Diccionario geográfico-estadístico-histórico de España y sus posesiones de Ultramar de Pascual Madoz con las siguientes palabras:

CANTURRI DE NAVINES: cas. de la prov. de Lérida, part. jud. de Seo de Urgel, térm. jurisd. de Navines. Se halla sit. á la márg. izq. del r. Segre, en la falda de la montaña llamada Cadi, con esposicion al N.: el terreno es algo flojo y pizaroso, por cuya razon las prod. son escasas. pobl.: 1 vec., 6 alm. contr. y riqueza con Navines, del cual depende en lo civil y económico; en cuanto á lo eclesiástico es anejo de Pallerols. (V.)
(Madoz, 1846, p. 479)

En la actualidad, pertenece al municipio de Montferrer Castellbó. En 2023, la entidad singular de población no tenía empadronado ningún habitante.